# Фугио-цент
Фугио-цент (англ. fugio cent от лат. fugio — бегу, исчезаю [о времени]) — первая одноцентовая монета, официально отчеканенная властями США после провозглашения независимости. Масса монеты составляла 0,36 унции меди, а дизайн был вдохновлён работами Бенджамина Франклина. К настоящему времени сохранилось большое количество этих монет низкой степени сохранности, в то время как хорошо сохранившиеся экземпляры редки и высоко ценятся коллекционерами.

## История

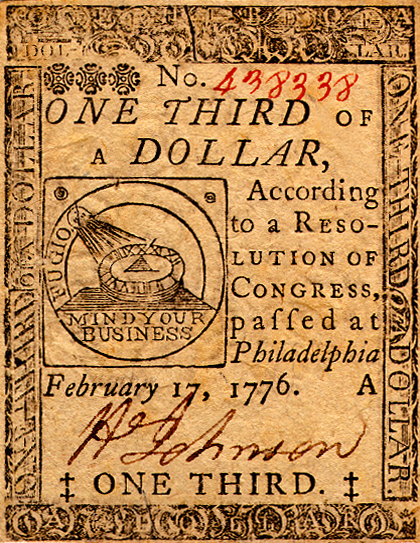
Банкнота номиналом в 1/3 континентального доллара (аверс) с надписями «Fugio» и «Mind your business»

21 апреля 1787 года Конгресс Конфедерации США утвердил дизайн официальной медной монеты в 1 цент, которая получила неформальное название фугио-цент. На монете изображено солнце, освещающее солнечные часы с подписью «Fugio» (латынь: я бегу/убегаю).
Дизайн монеты разработал Бенджамин Франклин; в нижней части монеты помещено сообщение «Mind Your Business», которое является игрой слов — или «не твоего ума дело», или напоминание обладателю монеты «думай о бизнесе», пока время «убегает». Этот же дизайн был также использован на «континентальном долларе» (выпускался как в виде монет без обозначения номинала, так и в виде бумажных купюр с разными дробными номиналами) в феврале 1776.
На обратной стороне как монет и купюр 1776 года, так и монет 1787 года был помещён девиз «Мы едины» (на английском языке) в окружении тринадцати звеньев, представляющих 13 штатов-основателей США.
После проведения реформы центральной власти и ратификации в 1789 году Конституции 1787 года, золотые и серебряные монеты стали использовать девиз «Из многих — единое» с Большой печатью Соединённых Штатов.